# Rhachoepalpus metallicus
Rhachoepalpus metallicus là một loài ruồi trong họ Tachinidae.